# 亜城めぐ
亜城 めぐ（あしろ めぐ、1978年8月10日 - ）は、日本の女性声優。2007年に小林 恵美から改名。フリー。

## 人物
以前はTABプロダクション、劇団獣申、AIR AGENCYに所属していた。
方言は山形弁。
趣味は犬の散歩、お菓子作り。特技はセーフティーバント。
資格は普通自動車免許。

## 出演
太字はメインキャラクター。

### テレビアニメ
1999年
- GTO（高浜、白井知佳子、若松美紀、女子）

2001年
- まほろまてぃっく（2001年 - 2002年、佐倉秋深、女性秘書官）- 2シリーズ

2002年
- 七人のナナ（林葉恵美、女子生徒、ゲームキャラボイス）

2003年
- 幻影闘士バストフレモン（プリン）
- なるたる（川村ちおみ、高村宏華）

2004年
- この醜くも美しい世界（二ノ宮紀美）
- MONSTER（クララ）

2005年
- Canvas2 〜虹色のスケッチ〜（美術部員）
- 地獄少女（2005年 - 2006年、級友、スタッフ）- 2シリーズ
- 魔豆奇伝パンダリアン（ティム）

2006年
- おとぎ銃士 赤ずきん（女子学生）
- ケロロ軍曹（生徒）
- RED GARDEN（ポーラ・シンクレア）

2007年
- School Days（桂心、世界の母）

2011年
- マイの魔法と家庭の日（生徒）
- 真剣で私に恋しなさい!!（忍足あずみ）
- 輪るピングドラム（ナース）

2013年
- ミス・モノクローム -The Animation-（2013年 - 2015年、子供、おばあちゃん、少年、アイドルB、女性）- 2シリーズ

2014年
- 犬猫アワー 47都道府犬R&にゃ〜めん（OL2、老婆）

2015年
- 温泉幼精ハコネちゃん（女将A、おばさん）
- コンクリート・レボルティオ〜超人幻想〜（マリ）

2016年
- ALL OUT!!（八王子母）
- Rewrite（店のおばあちゃん）

2017年
- アリスと蔵六（歩の母）

### 劇場アニメ
- 風のように（2016年、シゲ[8][9]）
- 劇場版 FAIRY TAIL -DRAGON CRY-（2017年、フランソワ）
- 劇場版 ひらがな男子 序（2018年、「の」の母[10]）

### OVA
2002年
- ナコルル 〜あのひとからのおくりもの〜 郷里之畏友編（子供C）

2003年
- ふたりのジョー（ユウキ）

2006年
- _summer（川上由乃）

2007年
- デッドガールズ（生徒A）

2008年
- School Days OVAスペシャル 〜マジカルハート☆こころちゃん〜（桂心 / マジカルハート、西園寺踊子）

### Webアニメ
2017年
- クレヨンしんちゃん外伝 お・お・お・のしんのすけ（若い女、息子、町のおばさん）
- できるかな（西原理恵子）

### ゲーム
時期不明
- Wizardry 8
- JUDAS CODE

2003年
- まほろまてぃっく☆あどべんちゃー（佐倉秋深）

2004年
- アカイイト（ノゾミ、ミカゲ）
- Monochrome

2005年
- 必殺裏稼業（お咲）
- Like Life an hour（トウカ、消し子）
- 状況開始っ!（友成由樹）
- White Princess the second 〜やっぱり一途にいってもそうじゃなくてもOKなご都合主義学園恋愛アドベンチャー!!〜（白瀬鳴海）
- ふしぎの海のナディア〜Inherit the Bluewater〜（ラズ）
- 三洋パチンコパラダイス11 〜新海とさらば銀玉の狼〜（橘あおい）
- パチパラ12 〜大海と夏の思い出〜（白石紀子）

2006年
- パチパラ13 〜スーパー海とパチプロ風雲録〜（小川桜子）
- 絶体絶命都市2 -凍てついた記憶たち-（西崎佳奈）

2007年
- パチパラ14 〜風と雲とスーパー海IN沖縄〜（小川桜子）
- グリムグリモア（フェアリー、グリマルキン）
- VitaminX（久世花緒里）

2008年
- School Days L×H（桂心、西園寺踊子）

2009年
- Sweet HoneyComing（篠崎こより、学園長）
- なりそこない英雄譚〜太陽と月の物語〜（コルネ）

2010年
- のーふぇいと! -only the power of will-

2011年
- たんていぶ THE DETECTIVE CLUB -暗号と密室と怪人と-
- パチパラ3D プレミアム海物語〜夢見る乙女とパチンコ王決定戦〜（山代向日葵）

2012年
- 真剣で私に恋しなさい!!R（忍足あずみ）
- パチパラ3D 大海物語2〜パチプロ風雲録・花 希望と裏切りの学園生活〜（山代向日葵）
- パチパラ3D 大海物語2 With アグネス・ラム〜パチプロ風雲録・花 消されたライセンス〜（山代向日葵）

2014年
- ディアブロIII（ハカン皇帝）

2017年
- モン娘☆は〜れむ（マジェット）

### ドラマCD
時期不明
- ドラマCD シャーロック・ホームズ（マダム）

2003年
- ベリーベリーはぴねす!（二葉）
- お嫁においでよ!（チヨ美）
- BRONZE zetsuai since 1989（女性ファン）
- 支配する指先（看護婦A）

2004年
- 愛情鎖縛 二重螺旋2（真山瑞希）
- Lovely Sick 〜恋愛疾患〜（樺島美貴）

2005年
- アカイイトドラマCD「京洛降魔」 （ノゾミ・ミカゲ）
- イタズラなKiss 1〜フラれても好きな人〜

2006年
- OVA「_summer」ドラマCD プロローグ編（川上由乃）

2007年
- 鬼畜眼鏡 眼鏡装着盤（子供、女性）

2010年
- 相思喪曖 二重螺旋4（真山瑞希）
- 真剣で私に恋しなさい!! ドラマCD Vol.2（忍足あずみ）

2011年
- 真昼の恋（正午の母親）

2012年
- イベリコ豚と恋と椿（吉宗の母）

### 吹き替え
- クロコダイル（2000年）
- ザ・デッド：インディア（2015年、ジャベド）
- ギャンブラー（2017年）

### ラジオ
- RG RADIO（ゲストパーソナリティ#11、12、2007年）
- あとら@学習隊!!（JAM STATION）
- !OTTOTTO!（JAM STATION）
- ポンコツラジオ（JAM STATION）

### ナレーション
- Speed Learning French
- 爆笑学園ナセバナ〜ル!
- ヨドバシカメラ

### ボイスオーバー
- テレビ東京系列 逆流!シラベルトラベル（2010年4月19日 - ）
- 日経スペシャル 未来世紀ジパング〜沸騰現場の経済学〜（2014年12月22日）
- ぶっこみジャパニーズ5（2015年12月29日）

### その他
- SEEDが一番!（オレンジのハロ）

## ディスコグラフィ

### キャラクターソング
| 発売日        | タイトル                         | 名義             | 楽曲                           | タイアップ                                                                         |
| ------------- | -------------------------------- | ---------------- | ------------------------------ | ---------------------------------------------------------------------------------- |
| 2010年10月8日 | School Days VOCAL COMPLETE ALBUM | 桂心（亜城めぐ） | 「マジカルハートこころのうた」 | OVA『School Days OVAスペシャル 〜マジカルハート☆こころちゃん〜』オープニングテーマ |